# Richards
Richards je priimek več oseb:
- Collen Edward Melville Richards, britanski general
- George Warren Richards, britanski general
- Hugh Upton Richards, britanski general
- William Watson Richards, britanski general